# Martin Veyron
Martin Veyron (Dax, 27 maart 1950) is een Franse stripauteur.

## Carrière
Martin Veyron volgde les aan de Ecole nationale supérieure des Arts décoratifs. Hij begon als illustrator voor diverse, Franse bladen zoals L'Expansion, Femme pratique, Lui en Cosmopolitan. In 1977 creëerde hij de strip Bernard Lermite voor het stripblad L'Echo des savanes. Deze strip verscheen even in Pilote om daarna te werden verder gezet in de nieuwe versie van L'Echo des savanes. De strip werden in album uitgegeven bij Les Editions du Fromage, Dargaud en Albin Michel. In Bernard Lermite steekt Veyron de draak met de bourgeoisie, met grappen rond vrouwen en seks. Zijn humor is echter niet bijtend en zijn tekeningen zijn rechttoe-rechtaan. Voor hetzelfde blad tekende Veyron ook de erotische strips L'Amour propre (1983) en Executive woman (1985). Hij werkte ook als scenarist voor Rochette (Edmond le cochon). Martin Veyron werkte mee aan de realisatie van verschillende films, waaronder een verfilming van L'Amour propre door Patrice Lecompte.

## Prijzen
Het werk van Martin Veyron werd bekroond met de Grote Prijs van het Internationaal Stripfestival van Angoulême in 2001. Zijn album Ce qu'il faut de terre à l'homme (2016), gebaseerd op een verhaal van Leo Tolstoï, werd ook bekroond in Angoulême.
- Biblioteca Nacional de España: XX1150886
- Bibliothèque nationale de France: cb11928107w (data)
- Gemeinsame Normdatei: 1066260125
- International Standard Name Identifier: 0000 0000 7245 3026
- Library of Congress Control Number: n79047666
- Nationale Bibliotheek van Israël: 987007407856005171
- Nederlandse Thesaurus van Auteursnamen: 069532184
- RKD-Nederlands Instituut voor Kunstgeschiedenis: 348435
- Système universitaire de documentation: 027182835
- Virtual International Authority File: 29541709
- WorldCat: E39PBJrWBtD7dhwVdcb98gY3wC